# Miyoshi Kiyotsura
Miyoshi Kiyotsura (三善 清行?; 847 – 16 gennaio 918) è stato un filosofo giapponese.
Studioso confuciano e padre di Jōzō, ora è più noto per il suo obbrobrio del buddhismo.

## Biografia
Miyoshi Kiyotsura era uno studioso e professore di letteratura, diventando infine il Daigaku-no-kami e scrivendo una biografia di Fujiwara no Yasunori. Godette anche di una brillante carriera in politica, sia come governatore provinciale che in seguito come cancelliere di Stato, morendo mentre ricopriva questo incarico.
Nel 914, scrisse il Memoriale dell'Opinione ("Iken Fuji"), il cui scopo era quello di rendere l'imperatore Daigo consapevole del deterioramento sia della moralità dei nobili della corte imperiale che delle finanze pubbliche. Incolpò principalmente il buddhismo per questo decadimento, pur condannando anche lo shintoismo e i funzionari di corte. L'eccessiva spesa della Corte per l'abbigliamento e i banchetti si opponeva ai suoi stessi ideali confuciani. Implorò Daigo di stabilire regolamenti sull'abbigliamento corrispondenti al rango della Corte e di far rispettare i decreti attraverso l'uso della forza di polizia metropolitana.
Parlò anche della diminuzione dello standard di apprendimento. Diede la colpa di questo al degrado finanziario del Daigaku-ryō, attribuendo la colpa di ciò alla perdita di terre di riso. Dipinse un quadro desolante di studenti affamati, aule silenziose e cortili incolti. D'altra parte, ammise che stava guardando solo un aspetto di un tutto più grande, e la sua condanna non era del tutto equilibrata o giusta.
Sebbene i suoi suggerimenti siano stati in parte adottati - l'uso di alcuni coloranti era consentito solo a quelli di un certo rango - questi regolamenti furono ignorati.

## Commemorazione
- Nel gennaio 918, quando incontrò il corteo funebre sul ponte "Ichijo Modori-bashi", a Kyoto, suo figlio Jōzō si addolorò e si sedette sulla bara e pregò, e venne riportato in vita temporaneamente. Il miracolo della loro riunione li ha portati ad essere chiamati "ponte di ritorno" invece di "ponte Tsuchimikado-bashi".[3]